# Palaemonidae
Los palemónidos (Palaemonidae) son una familia de camarones; forman una de las 8 familias en que se subdivide la superfamilia de los palemonoideidos (Palaemonoidea).
Son unos camarones que tienen el primer par de pereiopodios acabados en pinza y el carpo del segundo par de pereiopodios no está subdividido.
Es una familia muy diversificada y numerosa, y tienen algunos ejemplares que son de los decápodos más estudiados puesto que son fáciles de encontrar en el litoral y se pueden capturar sin problemas. Suelen vivir entre las rocas y en los prados de Posidonia y pueden poner huevos dos veces al año, cosa poco habitual en los decápodos.

## Géneros
Se reconocenlos siguientes géneros:
| - Actinimenes Ďuriš & Horká, 2017 - Alburnia Bravi & Garassino, 1998 † - Allopontonia Bruce, 1972 - Altopontonia Bruce, 1990 - Amphipontonia Bruce, 1991 - Anapontonia Bruce, 1966 - Anchiopontonia Bruce, 1992 - Anchistioides Paulson, 1875 - Anchistus Borradaile, 1898 - Ancylocaris Schenkel, 1902 - Ancylomenes Okuno & Bruce, 2010 - Anisomenaeus Bruce, 2010 - Apopontonia Bruce, 1976 - Arachnochium Wowor & Ng, 2010 - Araiopontonia Fujino & Miyake, 1970 - Ascidonia Fransen, 2002 - Bahiacaris Schweitzer, Santana, Pinheiro & Feldmann, 2019 † - Balssia Kemp, 1922 - Bathymenes Kou, Li & Bruce, 2016 - Bavaricaris Winkler, 2021 † - Bechleja Houša, 1957 † - Beurlenia Martins-Neto & Mezzalira, 1991 † - Blepharocaris Mitsuhashi & Chan, 2007 - Brachycarpus Spence Bate, 1888 - Brucecaris Marin & Chan, 2006 - Bruceonia Fransen, 2002 - Cainonia Bruce, 2005 - Calathaemon Bruce & Short, 1993 - Carinopontonia Bruce, 1988 - Chacella Bruce, 1986 - Climeniperaeus Bruce, 1995 - Colemonia Bruce, 2005 - Conchodytes Peters, 1852 - Coralliocaris Stimpson, 1860 - Coutierea Nobili, 1901 - Creaseria Holthuis, 1950 - Crinotonia Marin, 2006 - Cristimenes Ďuriš & Horká, 2017 - Cryphiops Dana, 1852 - Ctenopontonia Bruce, 1979 - Cuapetes Clark, 1919 - Dactylonia Fransen, 2002 - Dasella Lebour, 1945 - Dasycaris Kemp, 1922 - Diapontonia Bruce, 1986 - Echinopericlimenes Marin & Chan, 2014 - Epipontonia Bruce, 1977 - Eupontonia Bruce, 1971 - Exoclimenella Bruce, 1995 - Exopontonia Bruce, 1988 - Fennera Holthuis, 1951 - Gnathophylleptum d'Udekem d'Acoz, 2001 - Gnathophylloides Schmitt, 1933 - Gnathophyllum Latreille, 1819 - Hamiger Borradaile, 1916 - Hamodactyloides Fujino, 1973 - Hamodactylus Holthuis, 1952 - Hamopontonia Bruce, 1970 - Harpiliopsis Borradaile, 1917 - Harpilius Dana, 1852 - Holthuisaeus Anker & De Grave, 2010 - Homelys Meyer, 1862 † - Hymenocera Latreille, 1819 - Ischnopontonia Bruce, 1966 - Isopontonia Bruce, 1982 - Izucaris Okuno, 1999 - Jocaste Holthuis, 1952 - Kaviengella Šobáňová & Ďuriš, 2018 - Kellnerius Santana, Pinheiro, Da Silva & Saraiva, 2013 † - Laomenes Clark, 1919 - Leander Desmarest, 1849 - Leandrites Holthuis, 1950 - Leptocarpus Holthuis, 1950 - Leptomenaeus Bruce, 2007 - Leptopalaemon Bruce & Short, 1993 - Levicaris Bruce, 1973 - Lipkebe Chace, 1969 - Lipkemenes Bruce & Okuno, 2010 - Macrobrachium Spence Bate, 1868 - Madangella Frolová & Ďuriš, 2018 - Manipontonia Bruce, Okuno & Li, 2005 - Margitonia Bruce, 2007 - Mesopontonia Bruce, 1967 - Metapontonia Bruce, 1967 - Michaelimenes Okuno, 2017 | - Micropsalis Meyer, 1859 † - Miopontonia Bruce, 1985 - Nematopalaemon Holthuis, 1950 - Neoanchistus Bruce, 1975 - Neoclimenes Mitsuhashi, Li & Chan, 2010 - Neopalaemon Hobbs, 1973 - Neopericlimenes Heard, Spotte & Bubucis, 1993 - Neopontonides Holthuis, 1951 - Nippontonia Bruce & Bauer, 1997 - Notopontonia Bruce, 1991 - Odontonia Fransen, 2002 - Onycocaridella Bruce, 1981 - Onycocaridites Bruce, 1987 - Onycocaris Nobili, 1904 - Onycomenes Bruce, 2009 - Opaepupu Anker & De Grave, 2021 - Orthopontonia Bruce, 1982 - Palaemon Weber, 1795 - Palaemonella Dana, 1852 - Paraclimenaeus Bruce, 1988 - Paraclimenes Bruce, 1995 - Paranchistus Holthuis, 1952 - Parapalaemonetes Brandt & Schulz, 2013 † - Paratypton Balss, 1914 - Patonia Mitsuhashi & Chan, 2006 - Periclimenaeus Borradaile, 1915 - Periclimenella Bruce, 1995 - Periclimenes O.G. Costa, 1844 - Periclimenoides Bruce, 1990 - Philarius Holthuis, 1952 - Phycomenes Bruce, 2008 - Phyllognathia Borradaile, 1915 - Pinnotherotonia Marin & Paulay, 2010 - Platycaris Holthuis, 1952 - Platypontonia Bruce, 1968 - Plesiomenaeus Bruce, 2009 - Plesiopontonia Bruce, 1985 - Pliopontonia Bruce, 1973 - Pontonia Latreille, 1829 - Pontonides Borradaile, 1917 - Pontoniopsides Bruce, 2005 - Pontoniopsis Borradaile, 1915 - Poripontonia Fransen, 2003 - Propalaemon Woodward, 1903 † - Propontonia Bruce, 1969 - Pseudocaridinella Martins-Neto & Mezzalira, 1991 † - Pseudoclimenes Bruce, 2008 - Pseudocoutierea Holthuis, 1951 - Pseudopalaemon Sollaud, 1911 - Pseudopontonia Bruce, 1992 - Pseudopontonides Heard, 1986 - Pseudoveleronia Marin, 2008 - Pycnocaris Bruce, 1972 - Rapimenes Ďuriš & Horká, 2017 - Rapipontonia Marin, 2007 - Rhopalaemon Ashelby & De Grave, 2010 - Rostronia Fransen, 2002 - Sandimenes Li, 2009 - Sandyella Marin, 2009 - Schmelingia Schweigert, 2002 † - Stegopontonia Nobili, 1906 - Tectopontonia Bruce, 1973 - Tenuipedium Wowor & Ng, 2010 - Thaumastocaris Kemp, 1922 - Troglindicus Sankolli & Shenoy, 1979 - Troglocubanus Holthuis, 1949 - Troglomexicanus Villalobos, Alvarez & Iliffe, 1999 - Tuleariocaris Hipeau-Jacquotte, 1965 - Typton Costa, 1844 - Typtonoides Bruce, 2010 - Typtonomenaeus Marin & Chan, 2013 - Typtonychus Bruce, 1996 - Unesconia Anker, 2020 - Unguicaris Marin & Chan, 2006 - Urocaridella Borradaile, 1915 - Urocaris Stimpson, 1860 - Veleronia Holthuis, 1951 - Veleroniopsis Gore, 1981 - Vir Holthuis, 1952 - Waldola Holthuis, 1951 - Yemenicaris Bruce, 1997 - Yongjicaris Garassino, Yanbin, Schram & Taylor, 2002 † - Zenopontonia Bruce, 1975 - Zoukaris Anker & Corbari, 2020 |